# Hasan Hüseyin Acar
Hasan Hüseyin Acar (sinh 16 tháng 12 năm 1994) là một cầu thủ bóng đá Thổ Nhĩ Kỳ thi đấu ở vị trí tiền vệ cho Eskişehirspor. Anh ra mắt Süper Lig ngày 18 tháng 8 năm 2013.